# Philibert Vigoureux
Pour les articles homonymes, voir Vigoureux.
Philibert Vigoureux est un peintre français né le 3 janvier 1868 à Pont-de-Veyle et mort le 10 novembre 1933 à Paris 14e,.

## Biographie
Il est d'abord élève à l'École des Beaux-Arts de Lyon, puis à celle de Paris où il est l'élève de Jules-Élie Delaunay et de Gustave Moreau. Il a participé aux Salons avec des sujets religieux, mythologiques, des portraits et des paysages. Il faisait également partie de la chorale des Chanteurs de Saint-Gervais. Le goût de Gustave Moreau pour les peintres primitifs se retrouve dans les œuvres de Vigoureux ; notamment L'Enfant prodigue, présenté au Salon de la Rose-Croix de 1897. Charles Ponsonailhe remarque à propos de ce tableau qu'il exprime « certains sentiments de l'âme très difficiles à rendre » et Moreau profite de l'occasion pour recommander Vigoureux et Rouault à Henri Delaborde pour le Prix de Paris, en les définissant comme « deux jeunes gens pleins de mérite ».

## Œuvres
- Enfant prodigue, Salon des artistes français de 1895[4]
- Bethsabée, Salon des artistes français de 1896[5]
- Héro et Léandre, Salon de la Rose-Croix de 1897[6]
- L'Enfant prodigue, Salon de la Rose-Croix de 1897[7]
- La Lecture, Salon des artistes français de 1897[8]
- La Leçon du pilote ; Quiberon, Salon des artistes français de 1899[9]